# 行政院経済建設委員会
経済建設委員会（けいざいけんせついいんかい）は、国家経済の建設を推進するために設置されていた、中華民国行政院に属する行政機関。国家建設計画の策定、景気状況判断などを担当していた。略称は経建会。

## 沿革
前身は1948年に中華民国とアメリカの間に締結された米中経済援助協定に基づき、援助資金を有効に活用する目的で設立された美援運用委員会（美援会）を前身とする。1963年に経済合作発展委員会（経合会）と改称、 1973年8月には経済行政を強化し、諸問題の研究業務を管轄する経済設計委員会（経設委）に、1977年にはさらなる機能強化を図り行政部財政小組を統合し、経済建設委員会と改編された。
2014年1月22日、行政院研究発展考核委員会と合併して国家発展委員会が新設されたことで、廃止された。

## 歴代経済建設委員会主任委員
| 区分          | 代         | 姓名   | 着任日                  | 退任日 |
| ------------- | ---------- | ------ | ----------------------- | ------ |
| 美援会        | 初代       | 翁文灝 | 1948年6月4日            |        |
| 美援会        | 第2代      | 孫科   | 1948年11月26日          |        |
| 美援会        | 第3代      | 何応欽 | 1949年3月12日           |        |
| 美援会        | 第4代      | 閻錫山 | 1949年6月12日           |        |
| 美援会        | 第5代      | 陳誠   | 1950年3月15日           |        |
| 美援会        | 第6代      | 兪鴻鈞 | 1954年6月1日            |        |
| 美援会        | 第7代      | 厳家淦 | 1957年8月22日           |        |
| 美援会 経合会 | 第8代 初代 | 陳誠   | 1958年7月15日 1963年9月 |        |
| 経合会        | 第2代      | 厳家淦 | 1963年12月21日          |        |
| 経合会        | 第3代      | 蔣経国 | 1969年8月4日            |        |
| 経設会        | 初代       | 張継正 | 1973年8月1日            |        |
| 経設会        | 第2代      | 楊家麟 | 1976年6月11日           |        |
| 経建会        | 初代       | 兪国華 | 1977年12月1日           |        |
| 経建会        | 第2代      | 趙耀東 | 1984年6月1日            |        |
| 経建会        | 第3代      | 銭復   | 1988年7月22日           |        |
| 経建会        | 第4代      | 郭婉容 | 1990年6月1日            |        |
| 経建会        | 第5代      | 蕭万長 | 1993年2月27日           |        |
| 経建会        | 第6代      | 徐立徳 | 1994年12月15日          |        |
| 経建会        | 第7代      | 江丙坤 | 1996年6月10日           |        |
| 経建会        | 第8代      | 陳博志 | 2000年5月20日           |        |
| 経建会        | 第9代      | 林信義 | 2002年2月1日            |        |
| 経建会        | 第10代     | 胡勝正 | 2004年5月20日           |        |
| 経建会        | 第11代     | 何美玥 | 2007年5月21日           |        |
| 経建会        | 第12代     | 陳添枝 | 2008年5月20日           |        |
| 経建会        | 第13代     | 劉憶如 | 2010年5月20日           |        |
| 経建会        | 第14代     | 尹啓銘 | 2012年2月6日            |        |
| 経建会        | 第15代     | 管中閔 | 2013年2月18日           |        |